# OJ 287
OJ 287 là một vật thể BL Lacertae cách Trái Đất khoảng 5 tỷ năm ánh sáng. OJ 287 đã tạo ra một vụ bùng phát quang học (optical outburst) cách đây khoảng 130 năm, và sẽ tiếp tục tạo ra các vụ bùng phát nữa trong tương lai. OJ 287 được quan sát thấy trên các kính ảnh (photographic plate) ít nhất là từ năm 1887. OJ 287 là một hệ lỗ đen đôi siêu khối lượng (supermassive black hole binary) (SMBHB).

## Kết cục
Quỹ đạo của lỗ đen nhỏ hơn đang phân rã (decay) do sự phát xạ bức xạ hấp dẫn và dự kiến nó sẽ hợp nhất với lỗ đen lớn hơn trong khoảng 10.000 năm nữa.